# Agnes Osazuwa
Agnes Osazuwa (* 26. června 1989, Benin City) je nigerijská běžkyně specializující se především na běhy na krátkou vzdálenost.

## Kariéra
Velkou mezinárodní premiéru si odbyla na Letních olympijských hrách 2008 v Pekingu.
Stala se součástí týmu Nigérie (další členky: Gloria Kemasuode, Oludamola Osayomi, Ene Franca Idoko, Halimat Ismaila), který v běhu na 100 metrů štafetově získal bronzové medaile. Sama Osazuwa však nastoupila jen v semifinále, do finále jí nahradila Halimat Ismaila.